# Каталитически совершенный фермент
Каталитически совершенный фермент (catalytically perfect enzyme, kinetically perfect enzyme) — фермент, который совершает катализ настолько эффективно, что реакция происходит практически каждый раз, когда фермент встречает субстрат. Фактор kcat/Km для такого фермента имеет порядок от 108 до 109 M−1 с−1. Такая реакция лимитируется только скоростью диффузии субстрата.
Примерами каталитически совершенных ферментов являются триозофосфатизомераза, карбоангидраза, ацетилхолинэстераза, каталаза, фумараза, β-лактамаза и супероксиддисмутаза.